# Abe Lenstra
Abe Lenstra, né le 27 novembre 1920 à Heerenveen et mort le 2 septembre 1985 dans la même ville, est un footballeur international néerlandais. Actif à son meilleur niveau dans les années 1950, il est considéré comme l'un des meilleurs joueurs de l'équipe des Pays-Bas. Il est l'actuel détenteur du record du nombre total de buts marqués dans le championnat (676 buts) et l'un des plus grands buteurs de l'histoire du football, il a notamment marqué plus de 783 buts officiels pendant toutes sa carrière,.

## Biographie

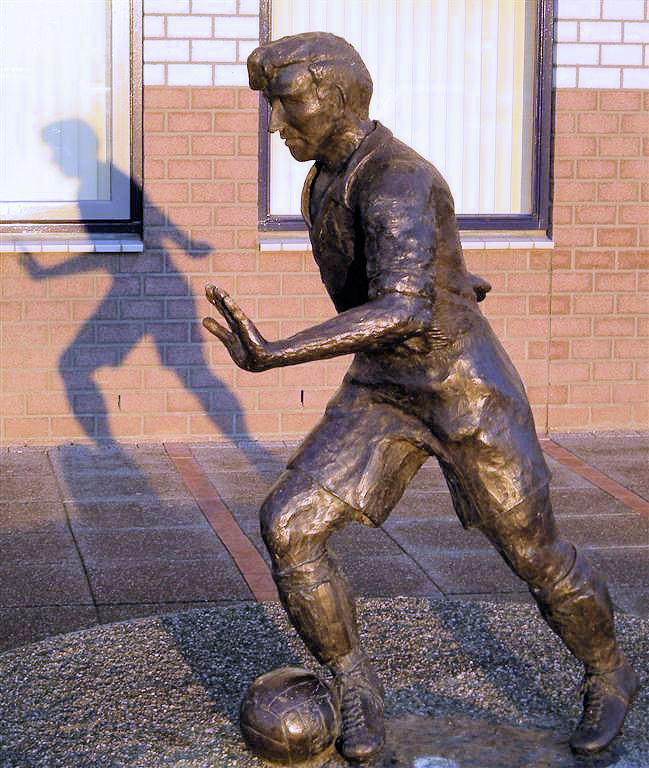
Statue d'Abe Lenstra à Heerenveen.

Il est attaquant au SC Heerenveen et en équipe des Pays-Bas.
Lenstra inscrit 33 buts en 47 sélections avec les oranje (surnom de la sélection néerlandaise) entre 1940 et 1959, ce qui le place aujourd'hui à la quatrième place des meilleurs buteurs de l'histoire de l'équipe des Pays-Bas derrière Patrick Kluivert (40), Dennis Bergkamp (37) et Faas Wilkes, son partenaire de l'époque (35). Sa carrière internationale, d'une durée de 19 ans et 19 jours, est la plus longue dans l'histoire de l'équipe nationale néerlandaise.
À l'exception des Jeux olympiques de 1948, il n'aura pas l'occasion de jouer de grande compétition internationale (coupe du monde ou championnat d'Europe des nations) car la sélection néerlandaise des années 1950 était loin de jouer les premiers rôles.
Aujourd'hui le stade du SC Heerenveen porte le nom de stade Abe-Lenstra.